# British Rail 321 sorozat

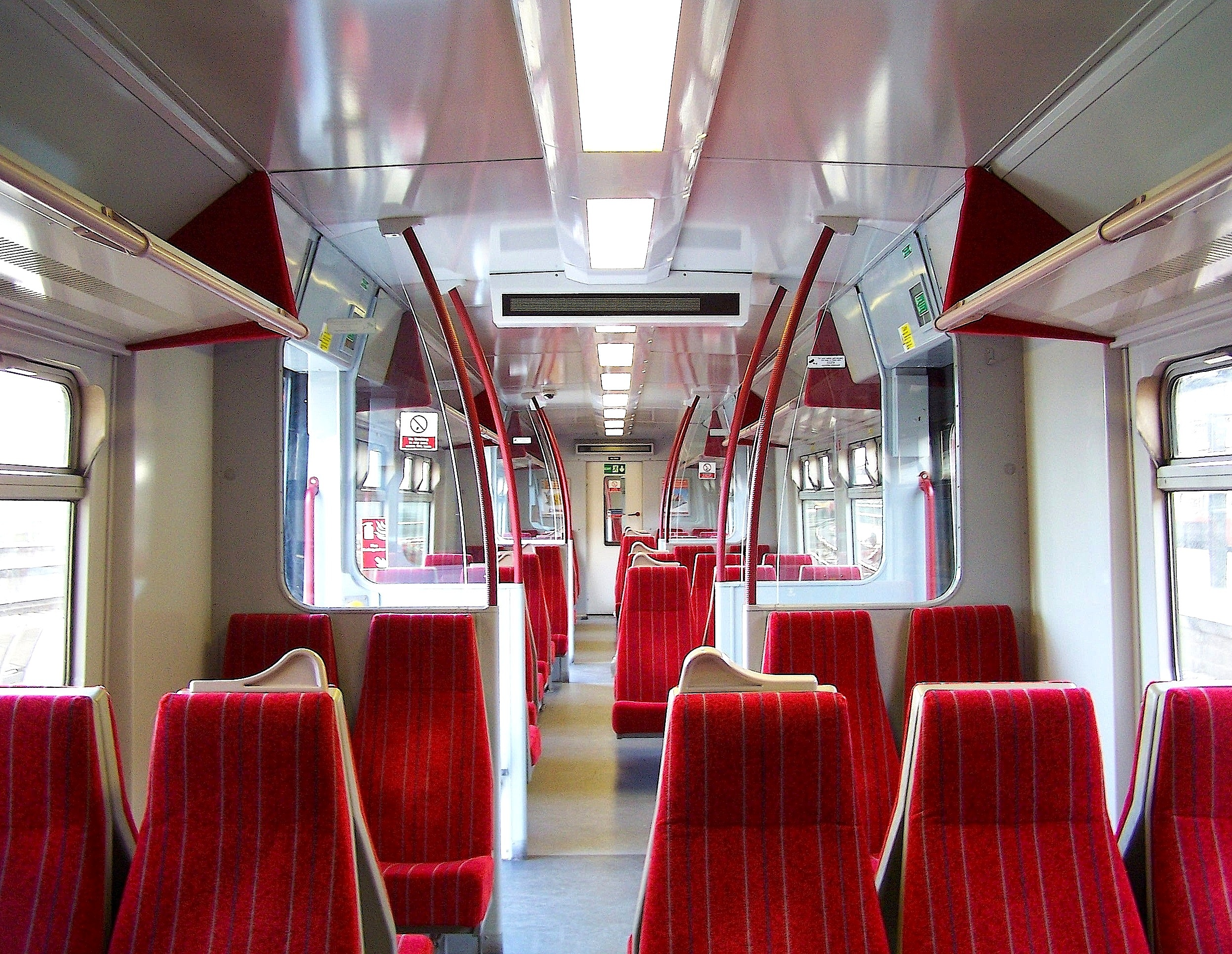
Utastér

A British Rail 321 sorozat egy angol 25 kV 50 Hz-es váltakozó áramú, négyrészes villamosmotorvonat-sorozat. A BREL összesen 117 motorvonatot gyártott 1988 és 1991 között.

## Üzemeltetők
- London Midland
- National Express East Anglia
- Northern Rail
- First Capital Connect